# Agnete Brunová
Agnete Brunová (nepřechýleně Agnete Brun; * 7. května 1968 ) je norská fotografka. Pracovala v magazínu Dagbladet . Agnete je dcerou fotografa Johana Bruna, který pracoval ve stejných novinách přes 40 let.

## Životopis
Agnete Brunová je považována za jednu z nejlepších norských portrétních fotografek.  V roce 1989 začala jako novinářka na volné noze, v roce 1995 se začala specializovat na portrétní fotografii a v roce 1999 získala trvalé zaměstnání v Dagbladet Magasinet. 
V roce 2014 opustila Dagbladet a začala podnikat jako fotografka na volné noze.
Agnete Brunová byla v roce 2001 oceněna Fotografiprisen, čestnou cenou Norské asociace fotografů .

## Galerie

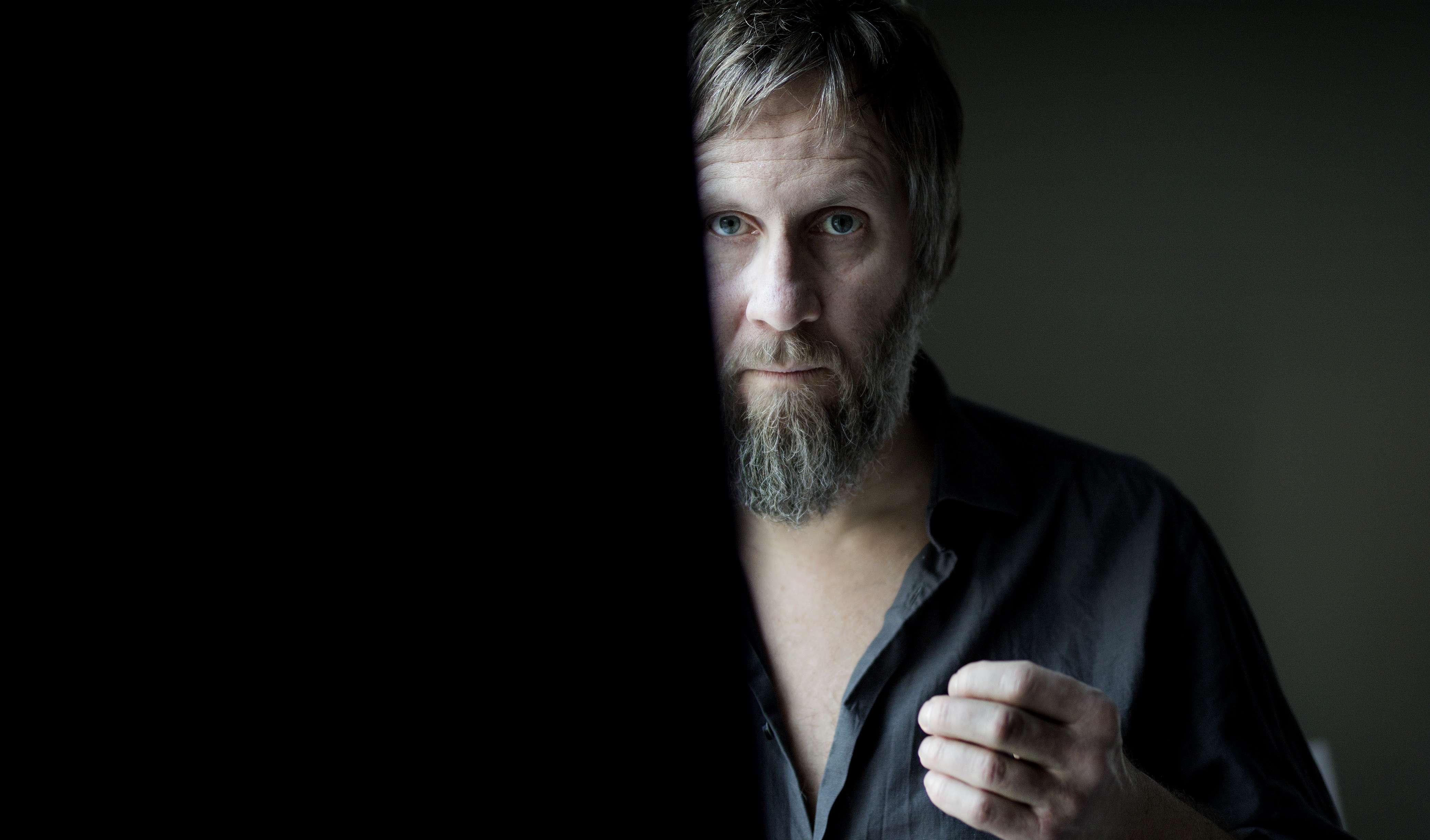
Hasse Farmen
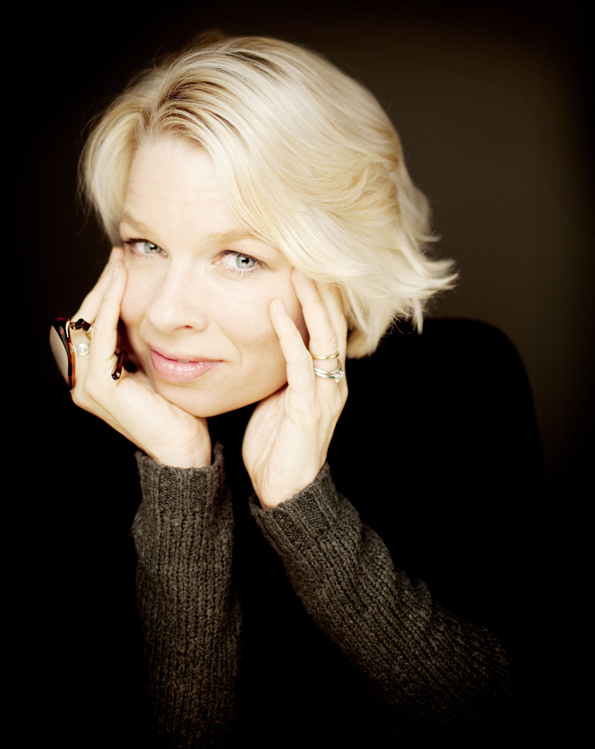
Linn-Ullmannová